# Inês Lopes Gonçalves
Inês Lopes Gonçalves (Lisboa, 16 de julho de 1981) é uma humorista, locutora de rádio e apresentadora de televisão portuguesa. 

## Carreira
Lopes Gonçalves licenciou-se em Ciências da Comunicação, na faculdade de comunicação social da Universidade Lusófona de Humanidades e Tecnologias (Lisboa), e estagiou na Rádio Renascença, onde terá ficado a trabalhar cinco anos. Após a saída do estágio foi jornalista da Sport TV e foi freelancer na revista Time Out. Terá ido para a Antena 3 em 2010 onde esteve 11 anos como apresentadora do programa matutino Manhãs da Três, com Luís Oliveira, Ana Galvão e Hugo Van Der Ding. Em 2021 voltou para a Rádio Renascença, estado com co-radialista do programa matinal As Três da Manhã, com Ana Galvão e Joana Marques, é apresentadora também na RTP Memória, o programa Traz p´ra Frente com Júlio Isidro, Fernando Alvim, Álvaro Costa e Nuno Markl. Na RTP 1, apresentou em 2021 e 2022 o talk-show de humor semanal às quintas-feiras após o horário nobre 5 para a Meia Noite.
Estreou-se no day-time com a apresentação do Festival RTP Andamento 2019.
Soulbuziness é o nome da banda da qual Lopes Gonçalves fez parte e chegou a tocar em festivais como o Rock in Rio Lisboa 2010.
Trabalhou no Time Out Lisboa, R&R.com (2002 a 2008), Sport TV (2007 a 2009), SÁBADO (2013 a 2014) como jornalista. Atualmente trabalha na Rádio Renascença, mas também realiza trabalhos para a RTP tendo sido um rosto importante do Festival RTP da Canção entre 2018 e 2024.

### Rádio
| Ano               | Título do Programa                         | Estação de Rádio |
| ----------------- | ------------------------------------------ | ---------------- |
| 2012 - 2021       | Manhãs da 3                                | Antena 3         |
| 2021 - atualmente | As Três da Manhã Extremamente Desagradável | Rádio Renascença |

### Televisão
| Ano         | Projeto                                  | Papel                                                                                | Canal       |
| ----------- | ---------------------------------------- | ------------------------------------------------------------------------------------ | ----------- |
| 2015 - 2023 | Traz p'ra Frente                         | Apresentadora                                                                        | RTP Memória |
| 2016 - 2020 | 5 para a Meia Noite                      | Co-apresentadora                                                                     | RTP1        |
| 2017        | Festival RTP da Canção 2017              | Jurada                                                                               | RTP1        |
| 2018        | Festival RTP da Canção 2018              | Apresentadora da Green Room (sala dos artistas)                                      | RTP1        |
| 2018        | Festival Eurovisão da Canção 2018        | Apresentadora da Cerimónia de Abertura/Blue Carpet                                   | RTP1        |
| 2019        | Festival RTP da Canção 2019              | Apresentadora da Green Room (sala dos artistas)                                      | RTP1        |
| 2019        | Festival Eurovisão da Canção 2019        | Porta-voz do Júri Português                                                          | RTP1        |
| 2019        | Festival RTP Andamento                   | Repórter                                                                             | RTP1        |
| 2019        | Play - Prémios da Música Portuguesa      | Apresentadora                                                                        | RTP1        |
| 2020        | Festival RTP da Canção 2020              | Apresentadora da Green Room (sala dos artistas)                                      | RTP1        |
| 2020        | Play - Prémios da Música Portuguesa      | Apresentadora                                                                        | RTP1        |
| 2020 - 2021 | 5 para a Meia Noite                      | Apresentadora                                                                        | RTP1        |
| 2021        | Festival RTP da Canção 2021              | Apresentadora da Green Room (sala dos artistas)                                      | RTP1        |
| 2022        | Festival RTP da Canção 2022              | Apresentadora da Green Room (sala dos artistas)                                      | RTP1        |
| 2022        | Pôr do Sol                               | Atriz, no papel de Reclusa (2.ª temporada)                                           | RTP1        |
| 2022        | Estamos em Casa                          | Apresentadora, ao lado de Ana Galvão e Joana Marques                                 | SIC         |
| 2022        | A Série                                  | Participação Especial                                                                | RTP2        |
| 2023        | Vale Tudo                                | Concorrente fixa                                                                     | SIC         |
| 2023        | Festival RTP da Canção 2023              | Apresentadora da Green Room (sala dos artistas)                                      | RTP1        |
| 2024        | Festival RTP da Canção 2024              | Apresentadora da Green Room (sala dos artistas)                                      | RTP1        |
| 2024        | Play - Prémios da Música Portuguesa      | Apresentadora, ao lado de Filomena Cautela                                           | RTP1        |
| 2024        | Gala dos Globos de Ouro 2024             | Participação Especial como comediante com Ana Galvão e Joana Marques                 | SIC         |
| 2024        | Hell's Kitchen - Famosos (2.ª temporada) | Concorrente                                                                          | SIC         |
| 2024        | Duas Pessoas a fazer Televisão           | Apresentadora substituta, com Hugo Van der Ding, na ausência de Martim Sousa Tavares | RTP3        |
| 2024        | Vale Tudo Especial 3                     | Concorrente                                                                          | SIC         |
| 2025        | Play - Prémios da Música Portuguesa      | Apresentadora, ao lado de Filomena Cautela                                           | RTP1        |